# Serguéi Ósipov
Serguéi Ivánovich Ósipov (translitera del ruso Сергей Иванович Осипов, 22 de septiembre de 1915, Stepankovo, uezd de Bézhetsk, óblast de Tvier — 12 de octubre de 1985, Leningrado) fue un artista soviético, pintor, paisajista, miembro de la Unión de Artistas de Leningrado, uno de los más brillantes representantes de la Escuela de Pintura de Leningrado.

## Biografía

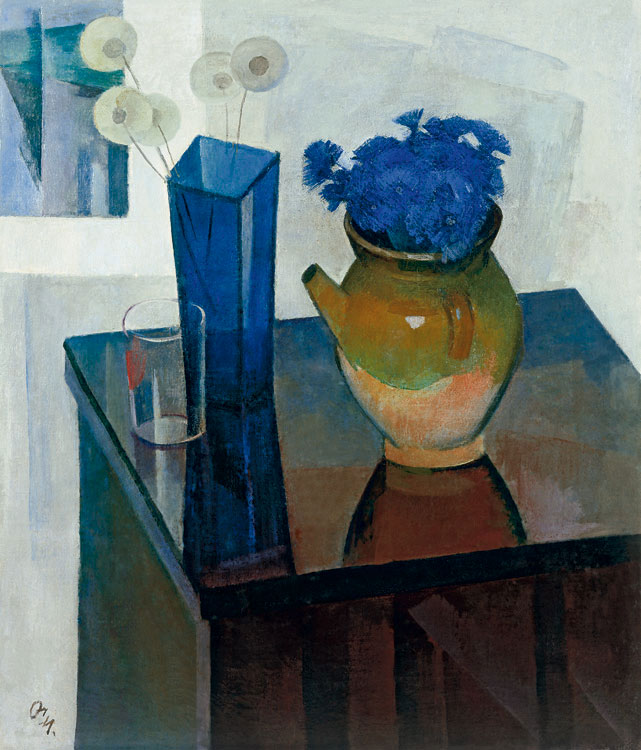
Acianos. 1976

Serguéi Ivánovich Ósipov nació el 22 de septiembre de 1915 en el óblast de Tvier. 
De 1935 a 1943 estudió con Mijaíl Bernshtein, Semión Abúgov, Guénrij Pavlovski y Aleksandr Osmiorkin en la Instituto de Arte de Iliá Repin en Leningrado. En 1941, Serguéi Ósipov, se ofreció como voluntario en el Ejército Rojo, con el que combatió cerca de Leningrado. A finales de 1941 fue gravemente herido y perdió una pierna, por lo que fue condecorado con la Orden de la Gloria, así como con medallas. Tras salir del hospital volvió a la escuela; se graduó en 1943 y defendió su tesis de los «Рartidarios» de la pintura. 
Desde 1945 fue miembro de la Unión de Artistas de Leningrado, y participante en las exposiciones desde 1947. Entre 1949 y 1970 enseñó pintura en la Escuela artística Vera Mújina de Leningrado. 
Fue uno de los grandes maestros rusos de la pintura paisajística del período de 1960-1980: pintó naturaleza muerta, las antiguas ciudades rusas de Pskov, Súzdal, Stáraya Ládoga, Izborsk, Stáritsa... La parte más destacada de la obra del artista data desde 1970 hasta principios de la década de 1980. Durante ese período creó algunos de sus mejores trabajos, principalmente dentro de la temática de naturaleza muerta y paisajes. Las obras de Serguéi Ósipov se han expuesto en Rusia en varias ocasiones: en 1977 se celebró una exposición en Leningrado, otra en Moscú en 1983 y otra vez en Leningrado en 1991.
Serguéi Ósipov murió el 12 de octubre de 1985 en Leningrado. Sus obras se conservan en el Museo Ruso, y otros museos y colecciones privadas en Rusia, Estados Unidos, Francia, Italia, Finlandia, Inglaterra, España, China y otros países.